# John Henson (titiritero)
John Paul Henson (Greenwich, Connecticut; 25 de abril de 1965-Saugerties, Nueva York; 14 de febrero de 2014) fue un titiritero estadounidense más conocido por su trabajo con The Muppets.

## Biografía
Fue el hijo de los titiriteros Jim Henson (1936-1990, creador de los Muppets) y Jane Henson (1934-2013), y hermano de Brian Henson, Lisa Henson, Cheryl Henson, y Heather Henson. Desde 1991 actuó como el personaje Sweetums tras la muerte de Richard Hunt (40), quien lo entrenó en la realización del personaje. El papel de dicho personaje se ha pasado a diferentes titiriteros (Sweetums ya no tiene un ejecutante constante), entre ellos David Rudman, Noel MacNeal, Rob Mills y Matt Vogel.

### Muerte
John Henson murió el 14 de febrero de 2014, a los 48 años, de un ataque al corazón en su casa de Saugerties (Nueva York).

## Filmografía

### Televisión
- CityKids
- Muppets Tonight, como Sweetums

### Filme
- It's a Very Merry Muppet Christmas Movie, como Sweetums
- Muppet Treasure Island, como Sweetums
- Muppets from Space', como Sweetums
- Mago de Oz de los Muppets, como Sweetums como un mono volador

### Videojuegos
- Muppets Party Cruise, como Sweetums

### Varios
- Muppet*Vision 3D, como Sweetums (presentación en traje).
- The Muppet Show Live, como Sweetums